# Ron Lewin
Denis Ronald Lewin (21 tháng 6 năm 1920 - 24 tháng 9 năm 1985) là một cầu thủ bóng đá người Anh thi đấu ở vị trí hậu vệ. Các câu lạc bộ bao gồm Fulham và Gillingham, nơi ông có 191 lần ra sân ở Football League.
Ông từng dẫn dắt Đội tuyển bóng đá quốc gia Na Uy và Cheltenham Town trước khi dẫn dắt Everton, Newcastle United, Knattspyrnufélagið Þróttur và cũng như ở Hà Lan, Ai Cập và Kuwait.